# Panamerikameisterschaft 2012 (Badminton)
Die Panamerikameisterschaften 2012 im Badminton fanden vom 8. bis zum 14. Oktober 2012 in Miraflores, Peru, statt. Es war die 17. Austragung der Titelkämpfe.

## Medaillengewinner
| Disziplin    | Gold                         | Silber                        | Bronze                      |
| ------------ | ---------------------------- | ----------------------------- | --------------------------- |
| Herreneinzel | Kevin Cordón                 | Osleni Guerrero               | Daniel Paiola               |
| Herreneinzel | Kevin Cordón                 | Osleni Guerrero               | Howard Shu                  |
| Dameneinzel  | Kristen Tsai                 | Jamie Subandhi                | Yasmin Cury                 |
| Dameneinzel  | Kristen Tsai                 | Jamie Subandhi                | Karyn Velez                 |
| Herrendoppel | Adrian Liu Derrick Ng        | Alex Tjong Daniel Paiola      | Kyle Emerick Ryan Chew      |
| Herrendoppel | Adrian Liu Derrick Ng        | Alex Tjong Daniel Paiola      | Andrés López Lino Muñoz     |
| Damendoppel  | Alexandra Bruce Phyllis Chan | Kristen Tsai Joycelyn Ko      | Paula Pereira Fabiana Silva |
| Damendoppel  | Alexandra Bruce Phyllis Chan | Kristen Tsai Joycelyn Ko      | Rulien Yeh Rulan Yeh        |
| Mixed        | Derrick Ng Alexandra Bruce   | Phillipe Charron Phyllis Chan | Kyle Emerick Rulan Yeh      |
| Mixed        | Derrick Ng Alexandra Bruce   | Phillipe Charron Phyllis Chan | Phillip Chew Jamie Subandhi |
| Mannschaft   | Kanada                       | Vereinigte Staaten            | Brasilien                   |

## Mannschaft

### Endrunde
|  | Halbfinale          | Halbfinale         |                  |   | Finale           | Finale           |
|  |                     |                    |                  |   |                  |                  |
|  | Kanada              | 3                  |                  |   |                  |                  |
|  | Mexiko              | 1                  |                  |   |                  |                  |
|  | 2012/10/9 17:00     |                    |                  |   |                  |                  |
|  |                     |                    | 2012/10/10 15:00 |   |                  |                  |
|  | Kanada              | 3                  |                  |   |                  |                  |
|  |                     | Vereinigte Staaten | 1                |   |                  |                  |
|  |                     |                    |                  |   |                  |                  |
|  | Spiel um Platz drei |                    |                  |   |                  |                  |
|  | 2012/10/9 17:00     | 2012/10/9 17:00    | Mexiko           | 0 |                  |                  |
|  | Brasilien           | 1                  | Brasilien        | 3 |                  |                  |
|  | Vereinigte Staaten  | 3                  |                  |   | 2012/10/10 10:00 | 2012/10/10 10:00 |